# Konventionen om 40-timmars arbetsvecka
Konventionen om 40-timmars arbetsvecka (ILO:s konvention nr 47 angående 40-timmars arbetsvecka, Forty-Hour Week Convention) är en konvention som antogs av Internationella arbetsorganisationen (ILO) den 22 juni 1935 i Genève. De länder som antagit konventionen åtar sig att följa principen om 40-timmars arbetsvecka. Konventionen består av 8 artiklar.

## Ratificering
Konventionen har ratificerats av 15 stater.
| Land                         | Datum      |
| ---------------------------- | ---------- |
| Australien                   | 1970-10-22 |
| Azerbajdzjan                 | 1992-05-19 |
| Belarus (som Vitryska SSR)   | 1956-08-21 |
| Finland                      | 1989-11-23 |
| Kyrgyzstan                   | 1992-03-31 |
| Litauen                      | 1994-09-26 |
| Moldavien                    | 1997-12-09 |
| Norge                        | 1979-03-13 |
| Nya Zeeland                  | 1938-03-29 |
| Ryssland (som Sovjetunionen) | 1956-06-23 |
| Sverige                      | 1982-08-11 |
| Sydkorea                     | 2011-11-07 |
| Tadzjikistan                 | 1993-11-26 |
| Ukraina (som Ukrainska SSR)  | 1956-08-10 |
| Uzbekistan                   | 1992-07-13 |